# Spica (band)

SPICA (Koreaans: 스피카) was een Zuid-Koreaanse meidengroep bestaande uit vijf leden: Kim Boa, Park Sihyun, Park Narae, Yang Jiwon en Kim Bohyung. De naam 'Spica' komt van de ster Spica, de helderste ster in het sterrenbeeld Maagd.

## Geschiedenis
Spica debuteerde op 9 september 2012 met het lied Russian roulette in het Zuid-Koreaanse televisieprogramma M! Countdown. Ze kregen zangeres Lee Hyori als mentor. De groep werd neergezet als de 'jongere zussen' van Lee.
Een aantal van hun liedjes zijn I'll be there (2012), Tonight (2013) en You don't love me (2014). In augustus 2014 maakte Spica zijn Amerikaanse debuut met de Engelstalige single I did it. In november 2014 brachten ze hun digitale single Autumn x sweetune special uit.
Ondanks de hoge verwachtingen die men had van Spica, bereikte de groep nooit een grote populariteit. In 2017 werd door entertainmentbedrijf CJ E&M gemeld dat de groep was ontbonden en de leden hun eigen weg gingen.
In april 2019 vond er een reünie plaats.

## Groepsleden
| Naam        | Geboortedatum    | Subgroep | Jaren actief |
| ----------- | ---------------- | -------- | ------------ |
| Kim Boa     | 14 januari 1987  |          | 2012-heden   |
| Park Sihyun | 29 november 1986 | Spica.S. | 2012-heden   |
| Park Narae  | 23 februari 1988 | Spica.S  | 2012-heden   |
| Yang Jiwon  | 5 april 1988     | Spica.S  | 2012-heden   |
| Kim Bohyung | 31 maart 1989    | Spica.S  | 2012-heden   |